# Pinus armandii
Pinus armandii är en tallväxtart som beskrevs av Adrien René Franchet. Pinus armandii ingår i släktet tallar och familjen tallväxter.
Arten förekommer i Kina i provinserna Hubei, Shaanxi, Sichuan, Gansu, Henan, Yunnan, Tibet, Guizhou, Hainan och Chongqing. Den hittas även på Taiwan och i Myanmar. Pinus armandii växer i kulliga områden och i bergstrakter mellan 900 och 3500 meter över havet. Denna tall ingår vanligen i barrskogar tillsammans med arter av ädelgranssläktet, gransläktet och douglasgransläktet samt ibland lärkträdssläktet. Trädansamlingar med endast Pinus armandii är sällsynta. I de klippiga områden där arten växer förekommer bara ett fåtal lövträd.
Trä från Pinus armandii används sällan och främst i det lokala skogsbruket. Arten förekommer oftare som prydnadsväxt i trädgårdar, förutom i Kina även i Frankrike där trädet introducerades 1895 av Armand David.
I några regioner är det lokala skogsbruket för intensivt vad som minskar beståndet. I utbredningsområdet inrättades flera skyddszoner. Pinus armandii är fortfarande vanligt förekommande. IUCN kategoriserar arten globalt som livskraftig.

## Underarter
Arten delas in i följande underarter:
- P. a. armandii
- P. a. dabeshanensis
- P. a. mastersiana

## Bildgalleri

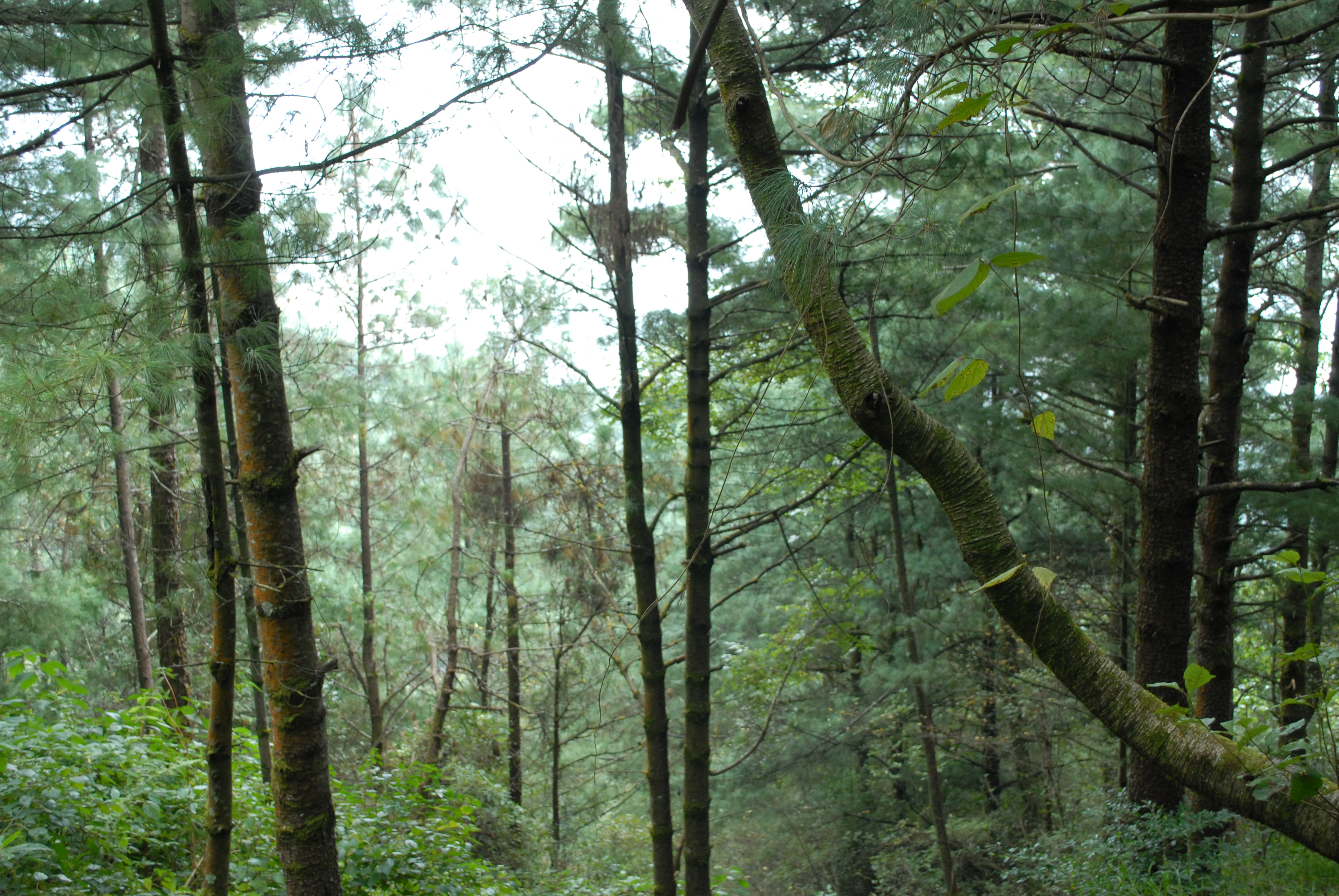
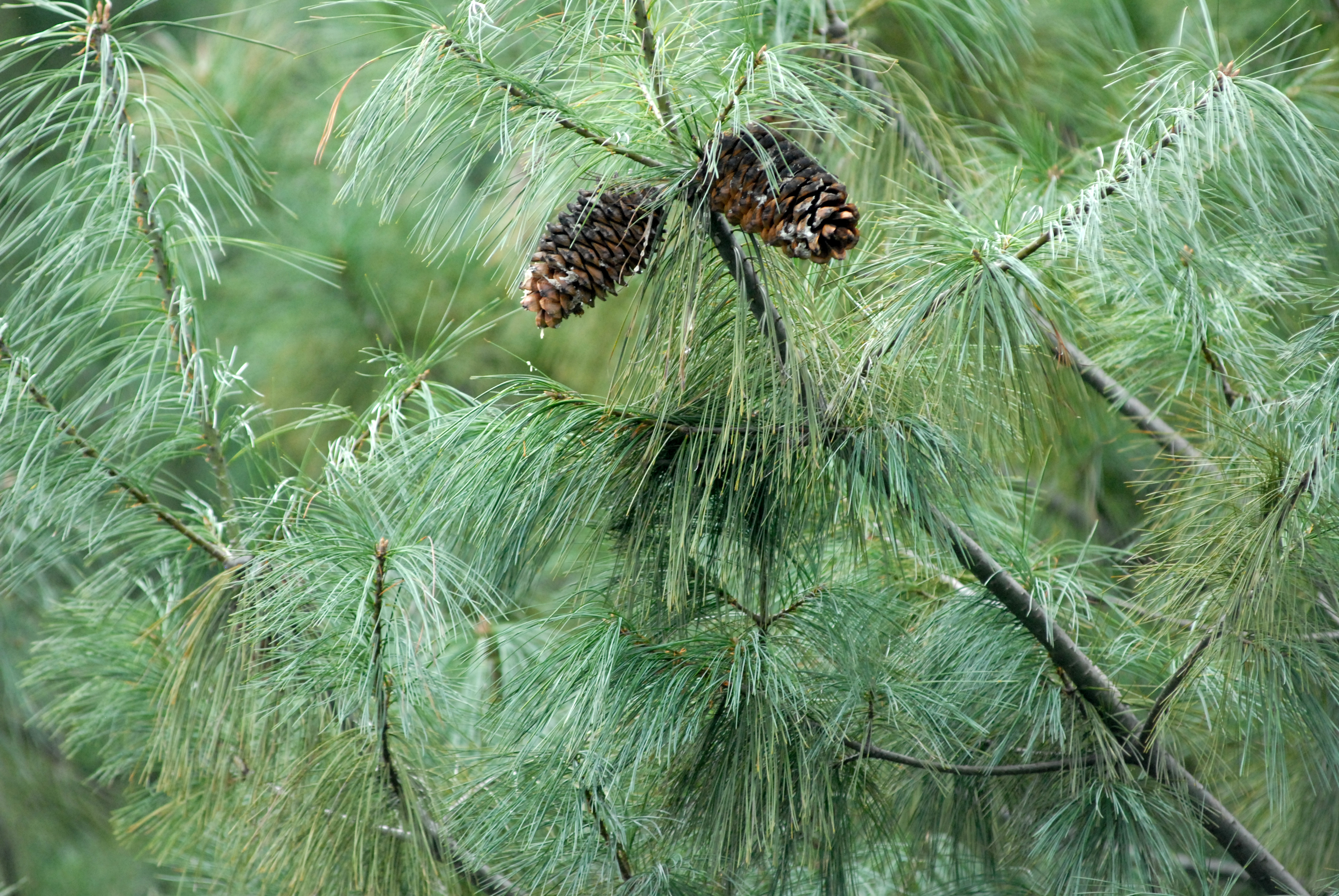
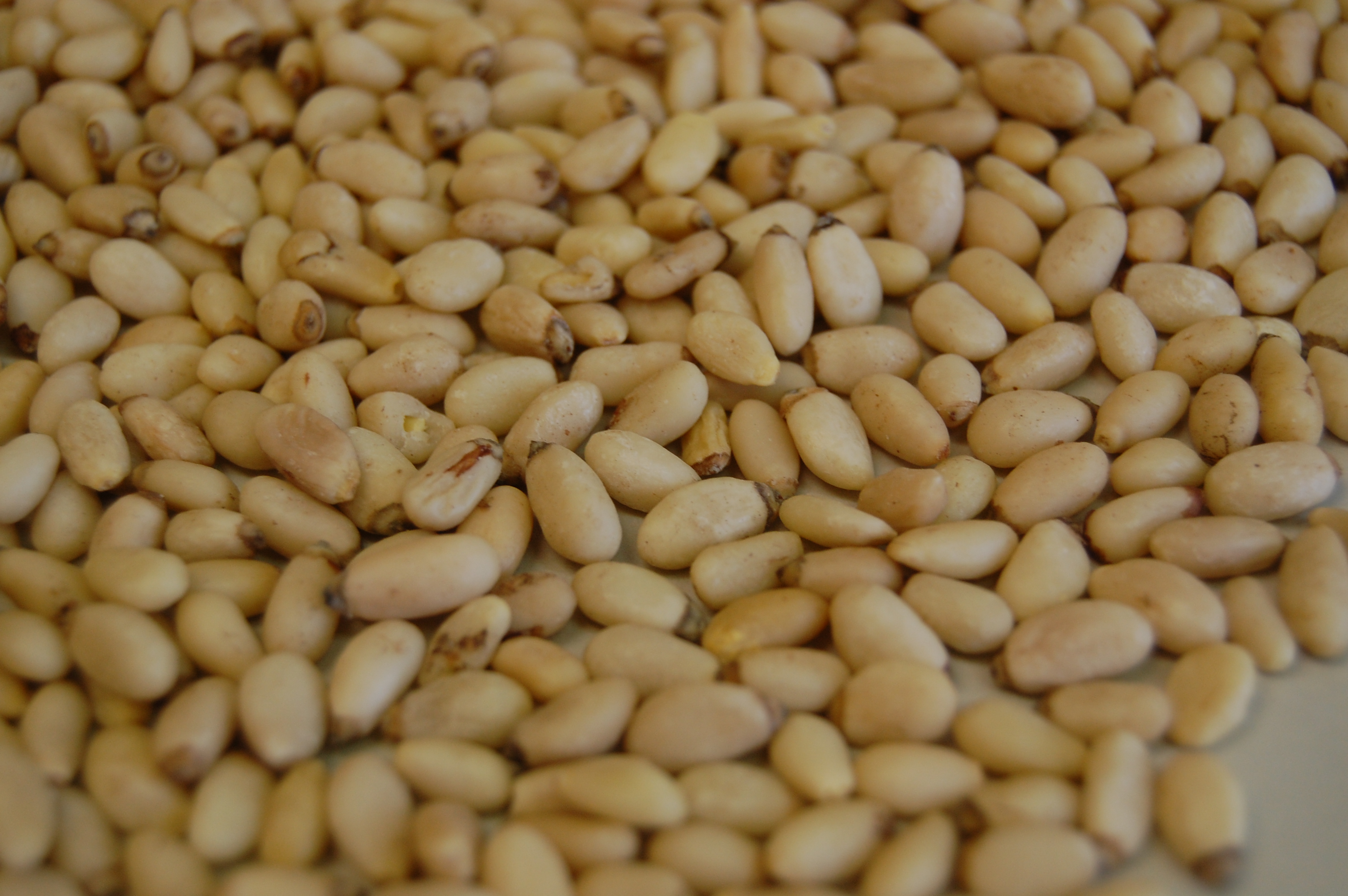
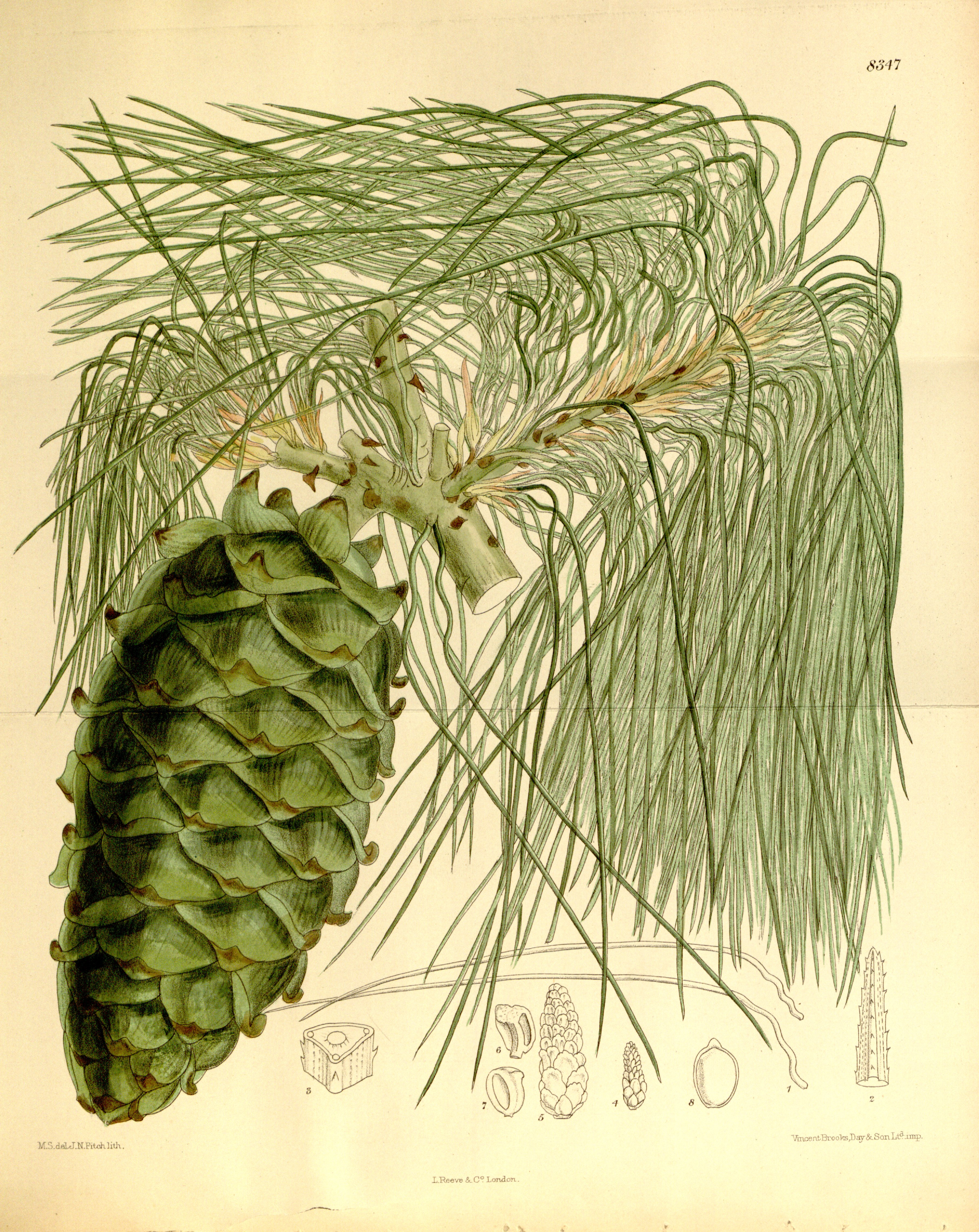
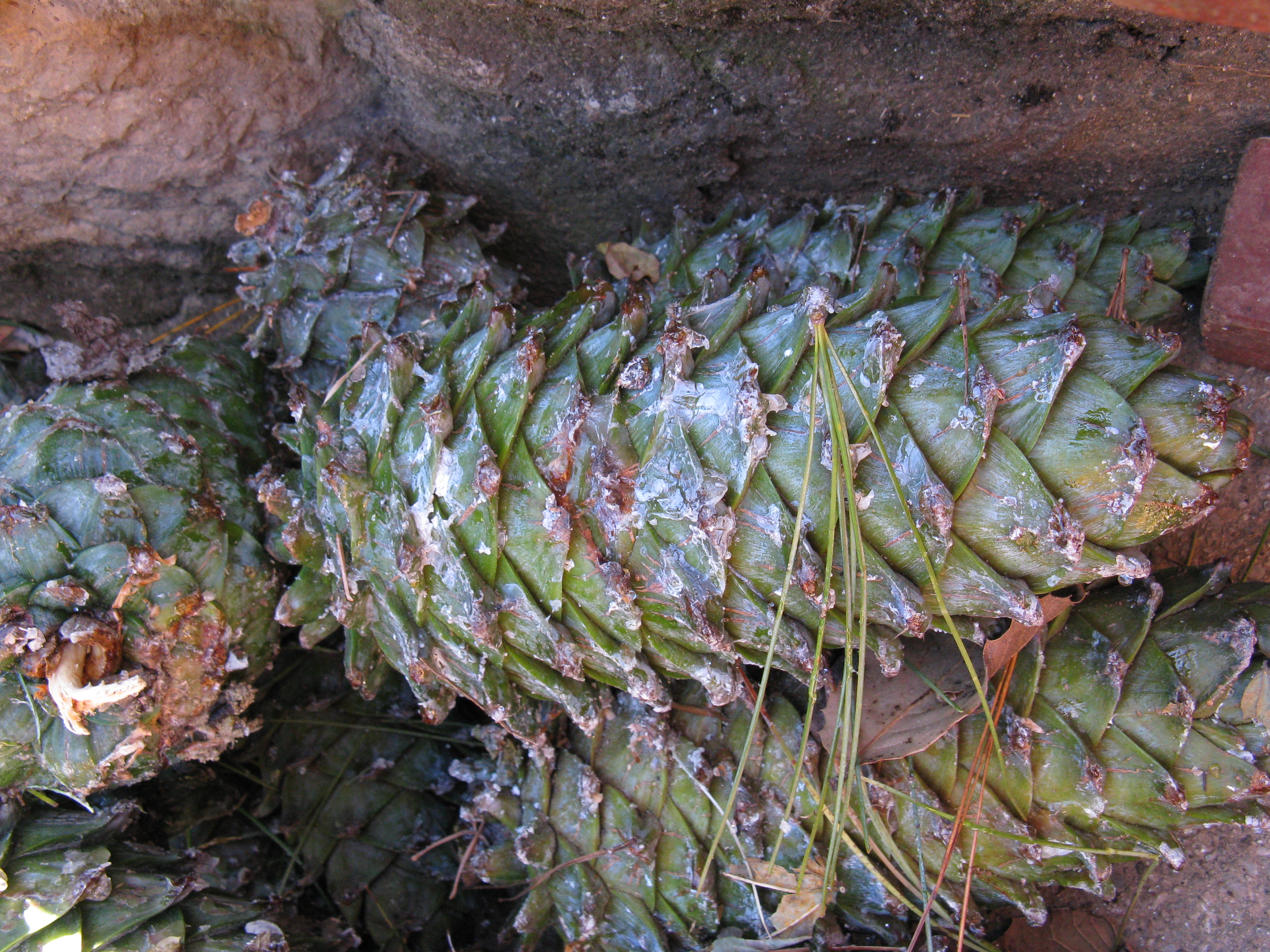
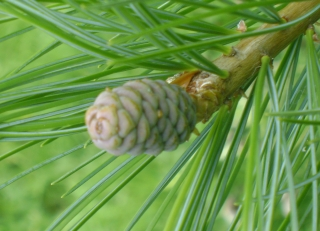